# Iberia Líneas Aéreas de España
« Iberia » redirige ici. Pour les autres significations, voir Iberia (homonymie).
Pour les articles homonymes, voir IBE.
« Chaque jour comme au premier jour. »
Iberia (code AITA : IB ; code OACI : IBE) est la compagnie aérienne nationale espagnole. Elle exploite des vols intérieurs et internationaux depuis ses hub à l'aéroport international de Madrid-Barajas. Iberia est partiellement privatisée en 1999, des compagnies privées espagnoles acquièrent 30 %, British Airways acquiert 9 %, American Airlines acquiert 1 % et sont regroupés au sein de l'alliance Oneworld. En 2008, British Airways acquiert les 60 % restant à l'État espagnol, et les deux compagnies fusionnent en 2009.

## Histoire

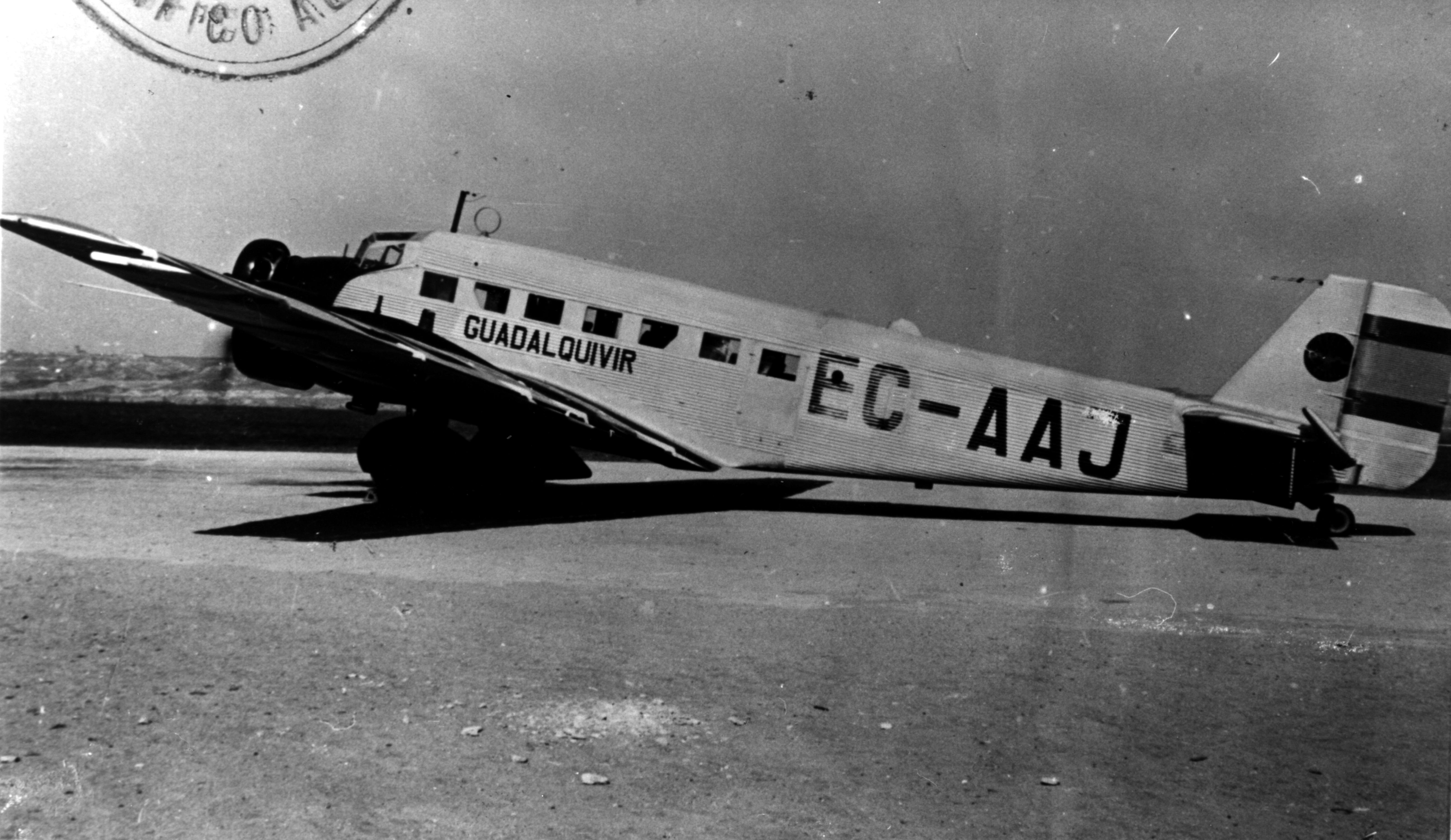
Junkers JU- 52

Fondée le 28 juin 1927 grâce à un investissement du financier Horacio Echevarrieta et Deutsche Luft Hansa de 1,1 million de pesetas, elle effectue son premier vol commercial entre Madrid et Barcelone, le 14 décembre 1927. Pendant la dictature de Miguel Primo de Rivera, les compagnies aériennes en Espagne deviennent contrôlées par l'État en tant que service public d'intérêt général. Iberia fusionne alors avec la Compañía de Líneas Aéreas Subvencionadas SA (CLASSA) et a cessé ses activités en tant que compagnie aérienne indépendante le 29 mai 1929. Le nom « Iberia » continue d'être employé bien que la compagnie aérienne n'ait pas de flotte ou d'opération commerciale sous sa propre marque. En 1937, pendant la guerre d'Espagne, le capitaine de la marine espagnole et directeur général de la compagnie Daniel de Araoz y Aréjula reçoit l'ordre du général Kindelán d'organiser une compagnie aérienne pour le transport aérien en territoire nationaliste au cours de la guerre. Daniel de Araoz y Aréjula se rend en Allemagne pour obtenir du soutien et du matériel pour la restauration de la compagnie en tant que compagnie aérienne indépendante. C'est ainsi que six Junkers Ju 52 de la Deutsche Luft Hansa et du matériel arrivent, et sont acquis par Iberia à la fin du conflit. Pendant le conflit, Iberia était une compagnie aérienne purement domestique, siégeant à Salamanque. La compagnie aérienne vole uniquement vers des villes du côté nationaliste, puis à la fin de la guerre, vers d'autres destinations en Espagne. En 1939, Iberia devient une véritable compagnie aérienne internationale lorsqu'elle commence ses vols vers Lisbonne.

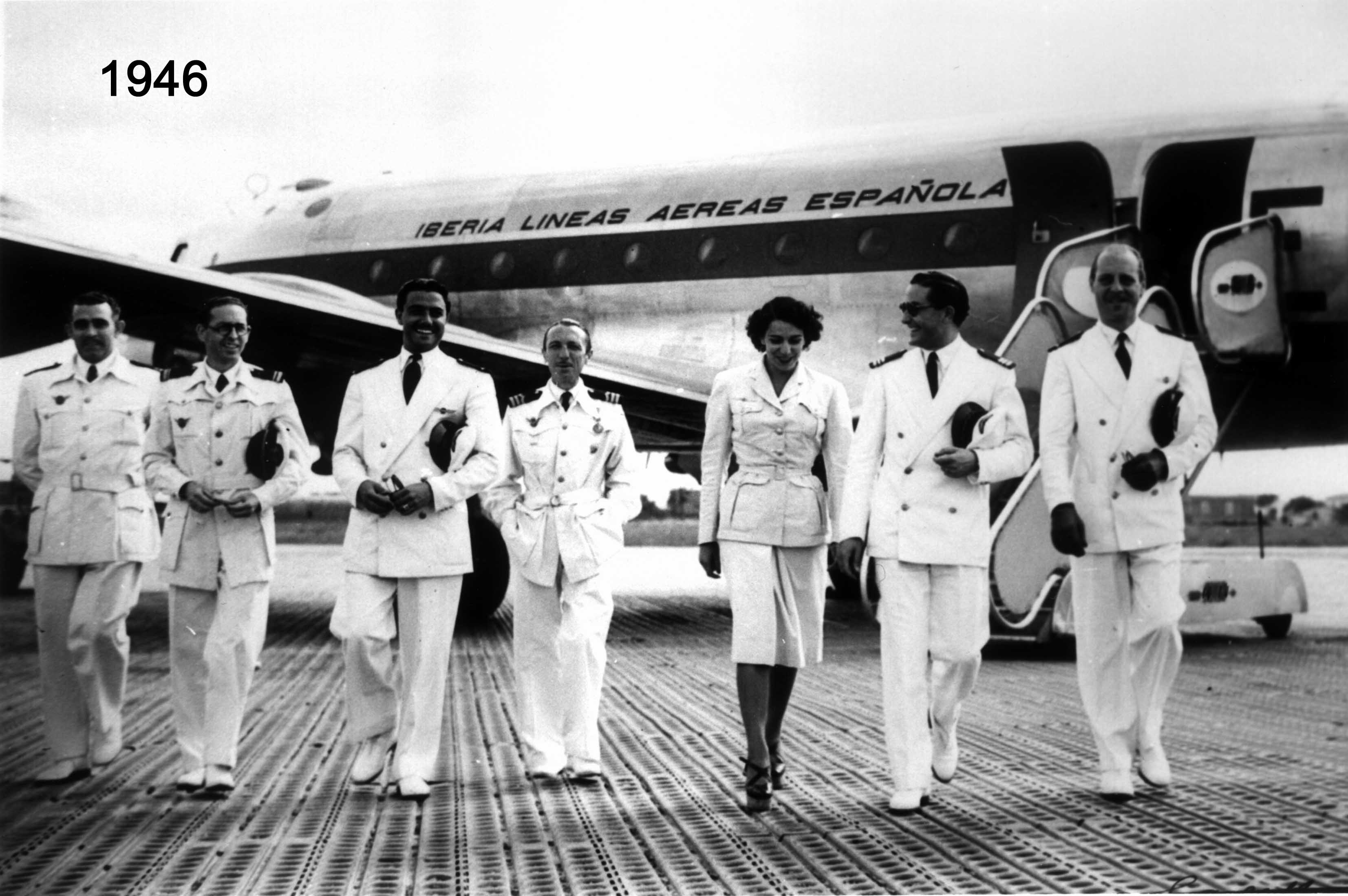
L'équipage de la compagnie en 1946

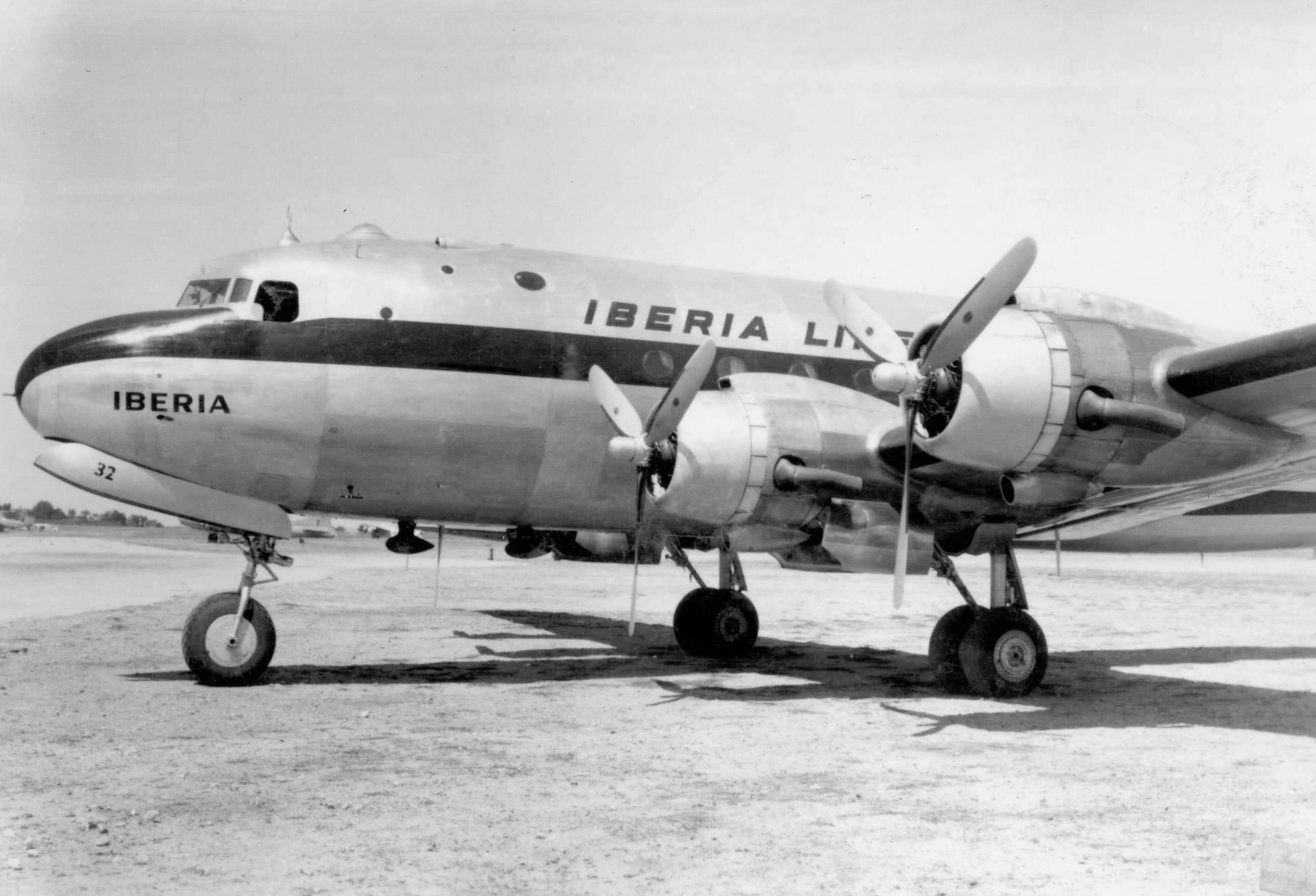
Un Douglas DC-4 d'Iberia

En 1940, le gouvernement donne le monopole du transport aérien national à Iberia (ce fait a changé 6 ans plus tard lorsque le gouvernement a libéralisé le trafic aérien national pour les compagnies aériennes privées), ce privilège permet à la compagnie de se construire en tant que grande compagnie aérienne. La compagnie aérienne est nationalisée le 30 septembre 1944 et est devenue une partie de l'Instituto Nacional de Industria.

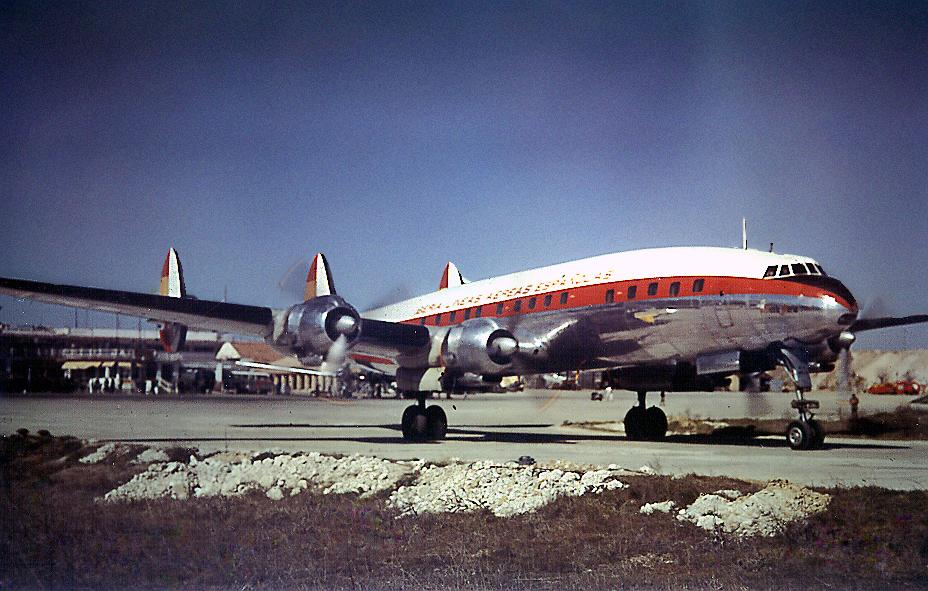
Iberia Lockheed Super Constellation

La politique de la compagnie était de se séparer de l'orbite allemande à laquelle elle avait été liée dans ses premières années, et d'établir des relations avec les États-Unis en termes d'achat d'avions et de matériel. Ainsi, la compagnie achète sept DC-3 et trois DC-4, dans le but d'étendre son réseau en Europe et de lancer son premier vol transatlantique. En 1945, elle commence ses vols vers Buenos Aires via Villa Cisneros, Natal et Rio de Janeiro. Elle était la première compagnie aérienne après la Seconde Guerre mondiale, à offrir des services réguliers entre l'Europe et l'Amérique du Sud. Les hôtesses de l'air font leur entrée dans les avions arborant des uniformes militaires, le 22 septembre 1946. Iberia ajoute quatre autres DC-4 à sa flotte au cours du premier semestre de 1950. Avec les accords de Madrid en 1953, les exigences de visa sont supprimées pour les visiteurs américains en Espagne. Cela permet le démarrage de vols transatlantiques entre l'Espagne et les États-Unis l'année suivante. La compagnie aérienne a introduit la première fois trois Lockheed super constellations en juin 1954. L'avion est nommé Santa María pour commémorer le premier voyage de Columbus et est déployé lors de l'inauguration de la liaison Madrid- New York deux mois plus tard, le 3 août 1954, le jour même où Christophe Colomb a quitté le port de Palos de la Frontera.
En 1959, Iberia prend le contrôle des deux tiers du capital d'Aviaco, une compagnie aérienne espagnole Aviaco avait été créée en 1948, après la libéralisation du trafic aérien national pour les entreprises privées espagnoles en 1946. Le 29 mai 1961, elle reçoit le premier de ses trois Douglas DC-8 qu'elle utilisera sur ses vols long-courriers depuis Madrid vers New York, Caracas, San Juan, Mexico, La Havane et Buenos Aires. La compagnie intègre progressivement des avions à réaction court et moyen courrier tels que Sud Aviation Caravelle et le Douglas DC-9.
Le 22 octobre 1970, Iberia reçoit son premier Boeing 747 puis l'année suivante le Boeing 727.

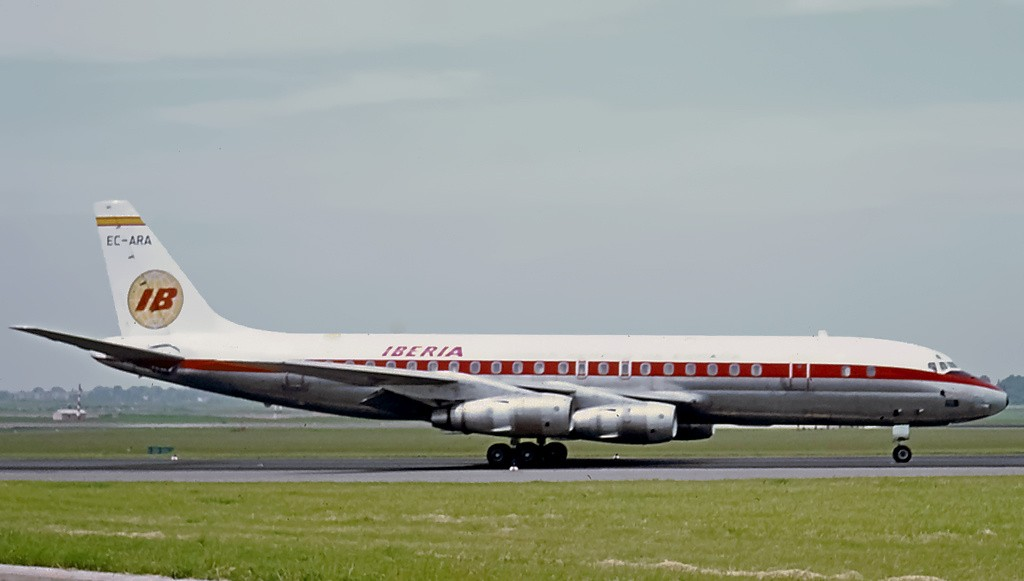
Iberia DC-8-52 en juin 1972
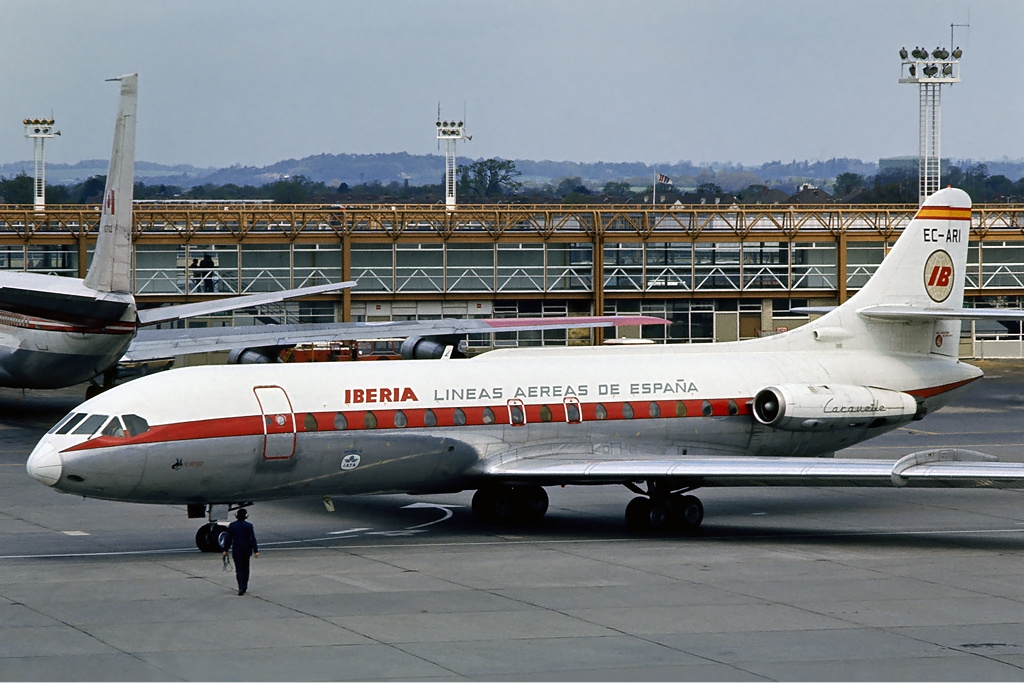
Iberia Caravelle le 12 mai 1973
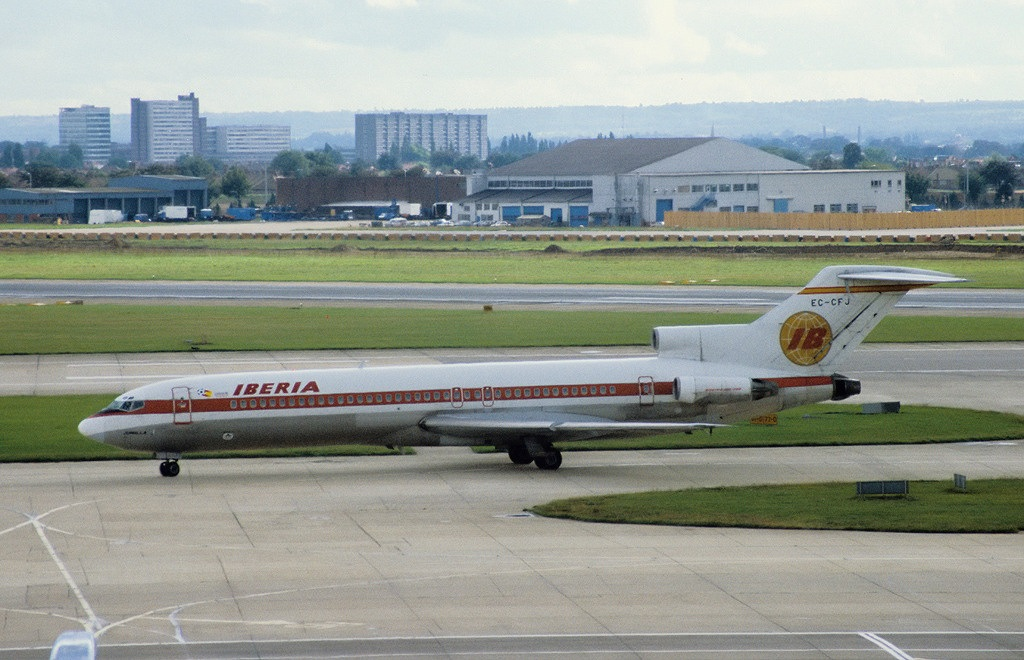
Iberia Boeing 727-256Adv
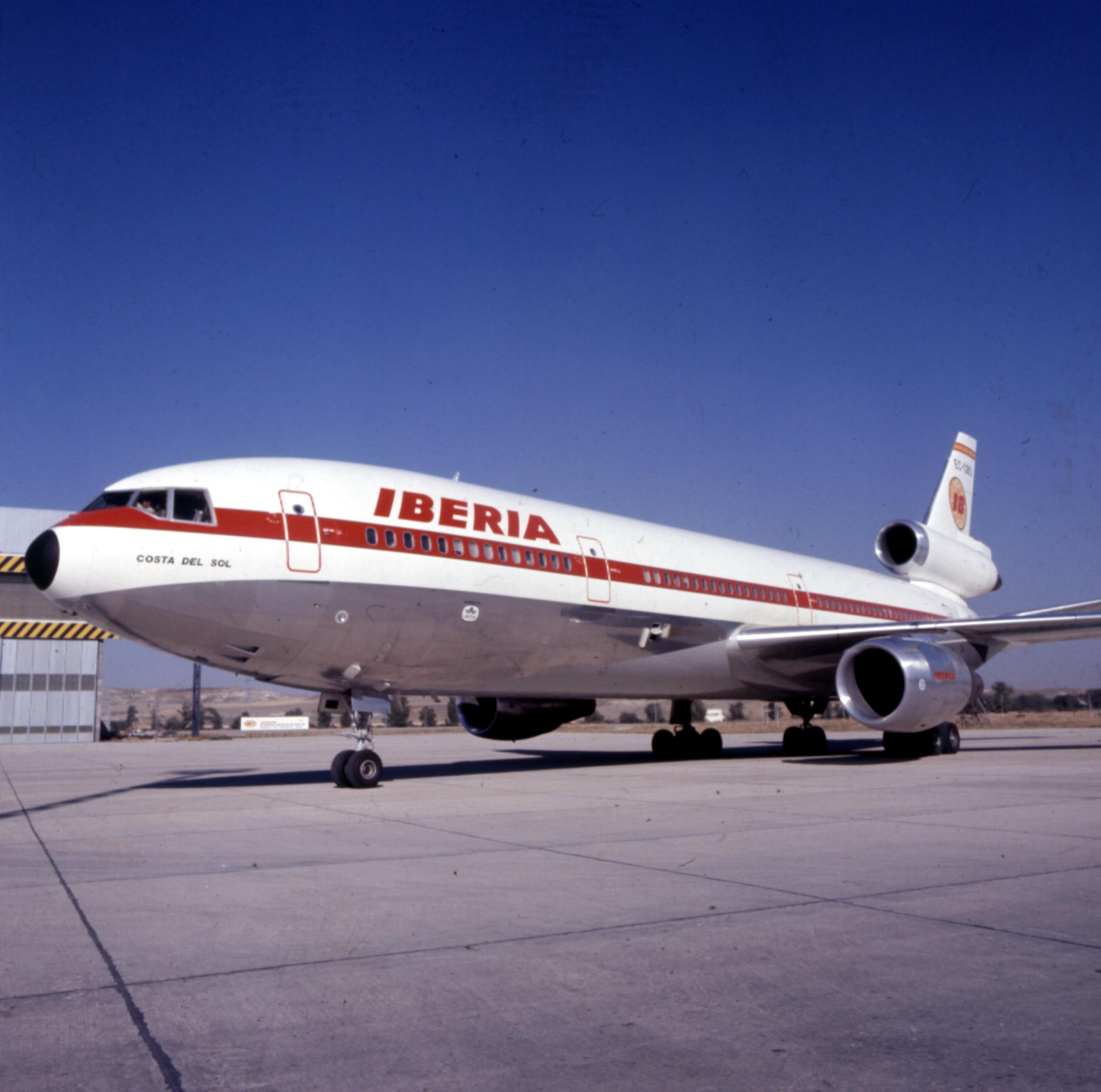
DC-10 d'Iberia

En 1987, Iberia, Lufthansa, Air France et SAS Group, créent Amadeus, une société informatique (également connue sous le nom de Global Distribution System). Par ailleurs, Iberia planifie le renouvellement de sa flotte moyen courrier avec le McDonnell Douglas MD-87 et l'Airbus A320 remplaçant respectivement le Douglas DC-9 et le Boeing 727. En juin 1990, le transporteur commande 16 Boeing 757 et douze autres en option pour une valeur d'un milliard de dollars.

### Développement dans les années 1990

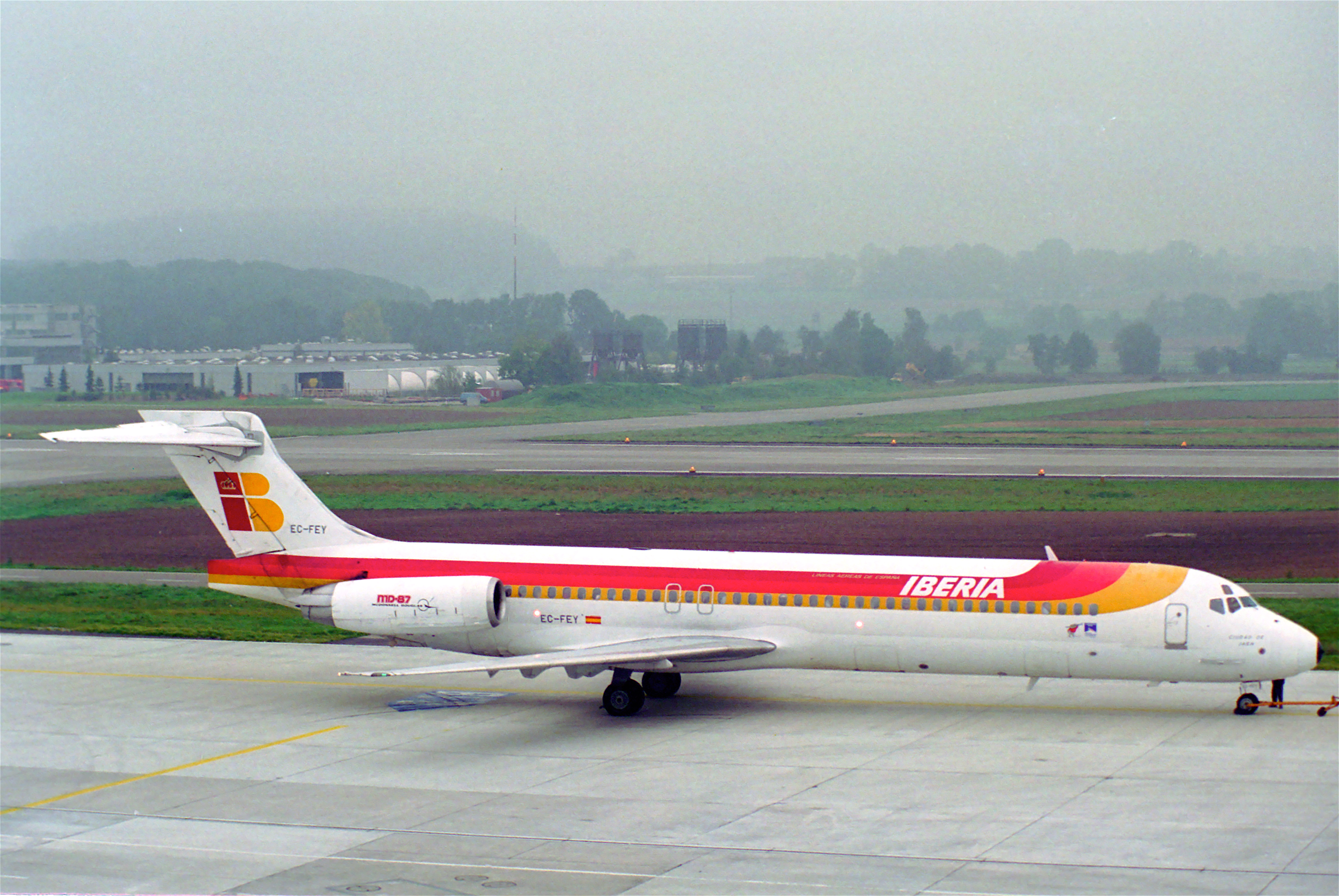
IBERIA MD-87

Dans les années 1990, Iberia suit une politique d'investissement dans des transporteurs nationaux d'Amérique latine. Son intention est de contrôler l'ensemble du marché latino-américain et de devenir l'une des plus grandes compagnies aériennes mondiale. Les investissements débutent en juin 1990 avec l'achat d'une participation de 30 % dans Aerolineas Argentinas . En 1991, Iberia achete une participation de 45 % dans Viasa pour 81 millions de dollars et une participation de 35 % dans le chilien Ladeco En 1991, elle introduit son programme de fidélisation, Iberia Plus. En 1994, Iberia porte sa participation à 85 % dans Aerolineas Argentinas et procède à des réformes. Les investissements dans les compagnies sud-américaines ne sont pas un franc succès pour Iberia. En 1996, Iberia est l'une des premières compagnies aériennes à lancer un site web, où elle vend des billets directement.
La société passe une commande de 76 appareils à Airbus en février 1998, la plus importante commande d'Airbus de l'époque. L'année suivante, elle rachète Aviaco et hérite de la flotte de cette compagnie aérienne. Le 1er septembre 1999, elle rejoint l'alliance aérienne Oneworld

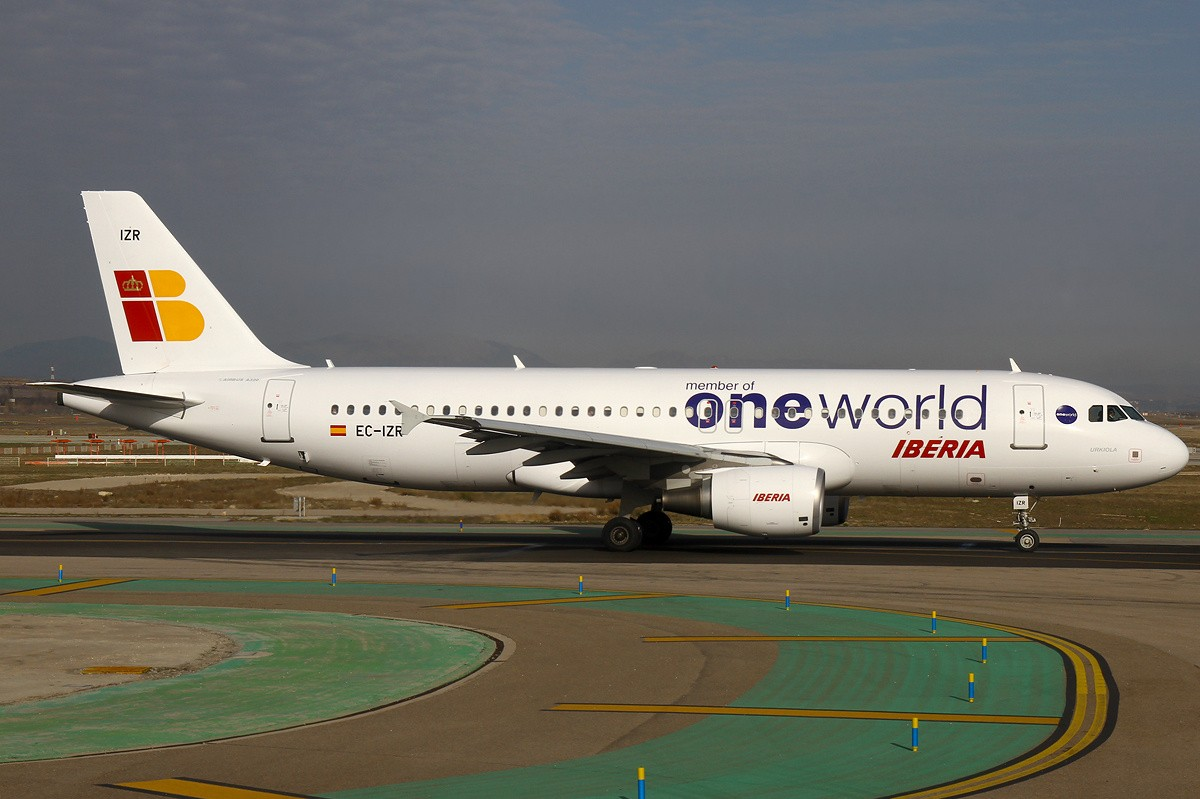
Iberia A320-211 dans la livrée Oneworld

### Années 2000
Le 3 avril 2001, la privatisation d'Iberia est complète et ses parts sont cotés. L'année suivante, elle entre à l'Ibex 35. Iberia célèbre en 2002 le 75e anniversaire de sa création, elle compte près de 500 millions de passagers transportés dans son histoire. En 2003, elle reçoit ses premiers Airbus A340-600. En juillet 2004, Iberia annonce déplacer son hub latino-américain de Miami, en Floride, à San Pedro Sula, au Honduras. Iberia crée un transporteur à bas prix appelé Clickair, lancé en novembre 2006. En 2006, Iberia met fin à l'exploitation de l'intégralité de ses Boeing 747. En juillet 2008, la compagnie transporte 32,5 millions de passagers sur 109 destinations pour 64 pays.
Fin juillet 2008, elle annonce la possibilité d'une fusion avec British Airways. Le 12 novembre 2009, plus d'un an après les premières discussions avec British Airways, les deux compagnies annoncent leur fusion.
Cette future compagnie aérienne d'une valeur de 7 milliards de dollars américains, soit 55 % du capital à British Airways et 45 % à Iberia, sera finalisée en 2010. Elle deviendra la 7e compagnie aérienne mondiale quant au nombre de passagers, 3e plus grosse compagnie aérienne mondiale quant au chiffre d'affaires et ainsi pourra concurrencer le géant européen Air France-KLM,,. Le nouveau groupe sera connu sous le nom de International Airlines Group. Le 20 novembre 2016, Iberia annonce la création d'une classe Premium Economie.

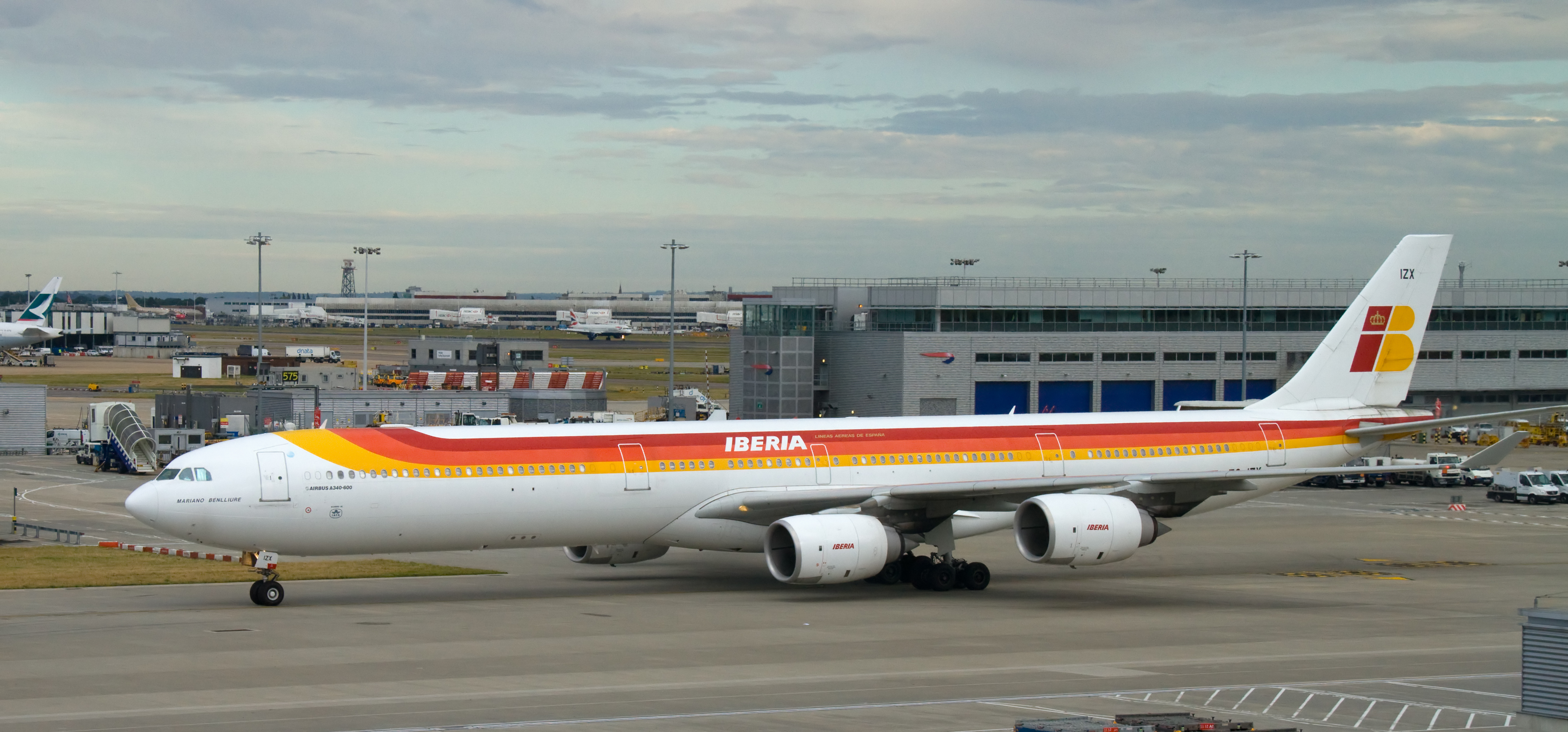
Iberia Airbus A340 600

### Crise et restructuration en 2012
La holding IAG qui regroupe British Airways et Iberia vient de publier ses résultats du troisième trimestre 2012. Le groupe réalise un résultat d'exploitation positif de 270 millions d'euros, en nette baisse par rapport à la même période de 2011 qui s'était soldée par un bénéfice d'exploitation de 363 millions d'euros.
Pour les neuf premiers mois de 2012, IAG annonce un résultat d'exploitation de 17 millions d'euros, affecté par des pertes sérieuses du côté d'Iberia : 262 millions d'euros, tandis que British Airways a engrangé 286 millions d'euros.
Si BA a toujours à supporter un coût lié au démantèlement de BMI, c'est surtout Iberia qui « lutte pour sa survie », comme l'indique Willie Walsh, le patron de IAG.
Un plan de redressement va être négocié avec les syndicats prévoyant une réduction d'effectif de 15 % avec la suppression de 4 500 postes. Iberia fonctionnera alors avec un effectif de 15 500 employés et la compagnie retirera 25 appareils de sa flotte — 5 longs courriers et 20 court/moyen courrier.
Sur la totalité de l'année 2012, IAG annonce une perte d'exploitation de 23 millions d'euros. Iberia annonce une perte de 351 millions d'euros qui, avec les coûts de restructuration, s'élève à 613 millions d'euros.

### Histoire récente

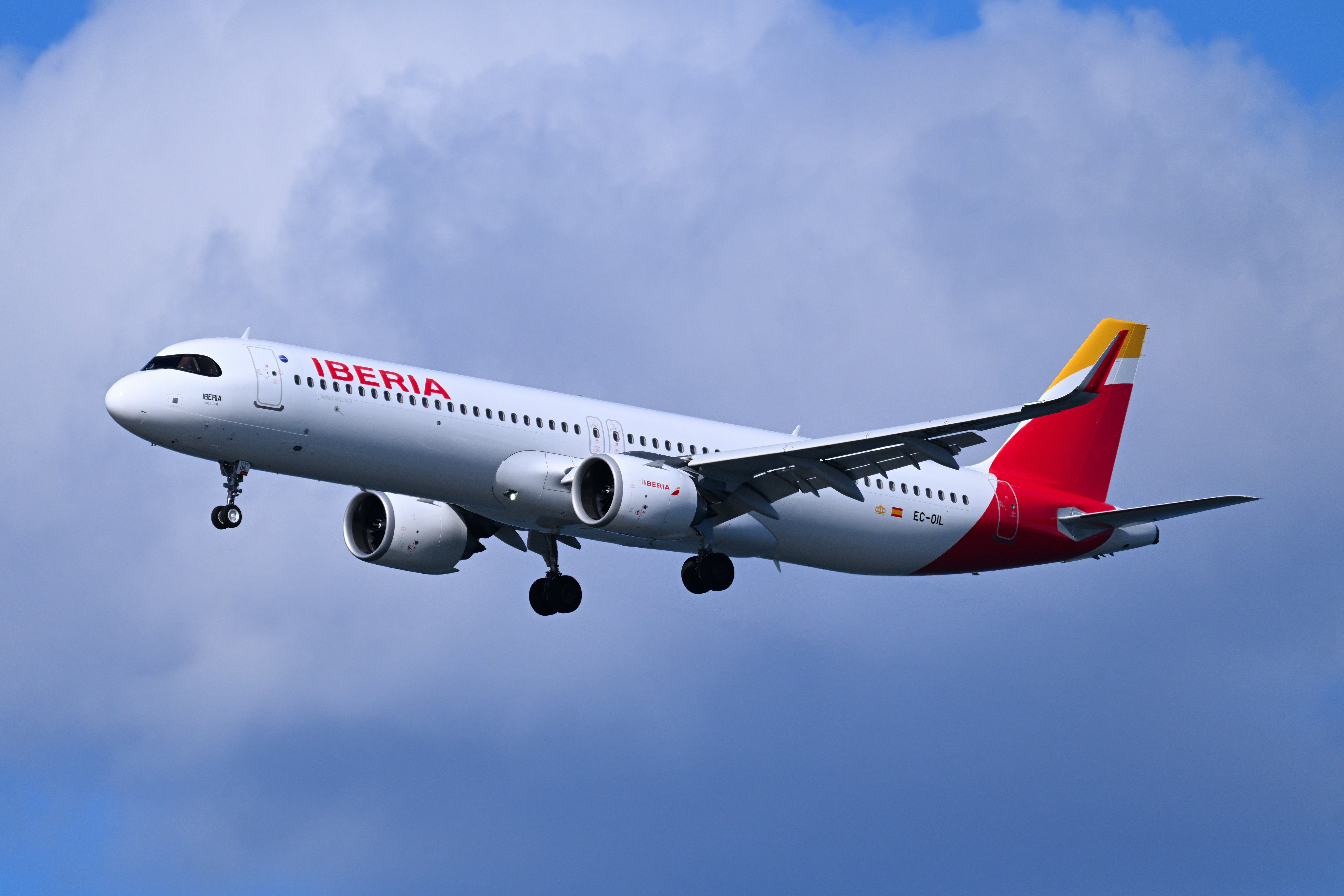
Iberia devint le premier exploiteur de l'A321XLR avec cet appareil (EC-OIL A321-253NY à Boston en mars 2025).

Iberia dévoile une nouvelle identité visuelle incluant un nouveau logo et une nouvelle livrée en 2013.
La compagnie déploie l'Airbus A350 pour la première fois en 2018.
La compagnie en pleine pandémie de Covid-19, accélère la sortie de flotte de ses derniers quadrimoteurs A340-600 en 2020 gourmands en carburant pour laisser la place aux avions de nouvelle génération plus économes.
Le 30 octobre 2024, Iberia est devenue la première compagnie aérienne qui ait réceptionné l'A321XLR, appareil monocouloir conçu pour le vol long courrier. Le premier vol transatlantique de cet appareil (EC-OIL) aussi a été effectué le 14 novembre comme IB347, de Madrid (13h03) à Boston (14h34), après quelques vols transeuropéens.

## Identité visuelle
Les différents logos d'Iberia, depuis sa création en 1927, sont :

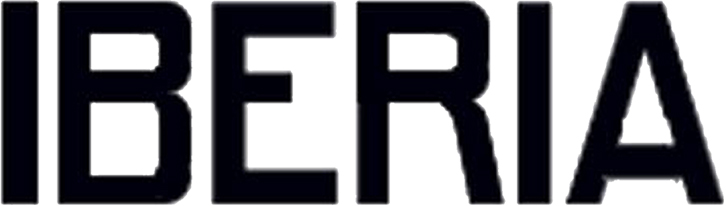
1927-1939
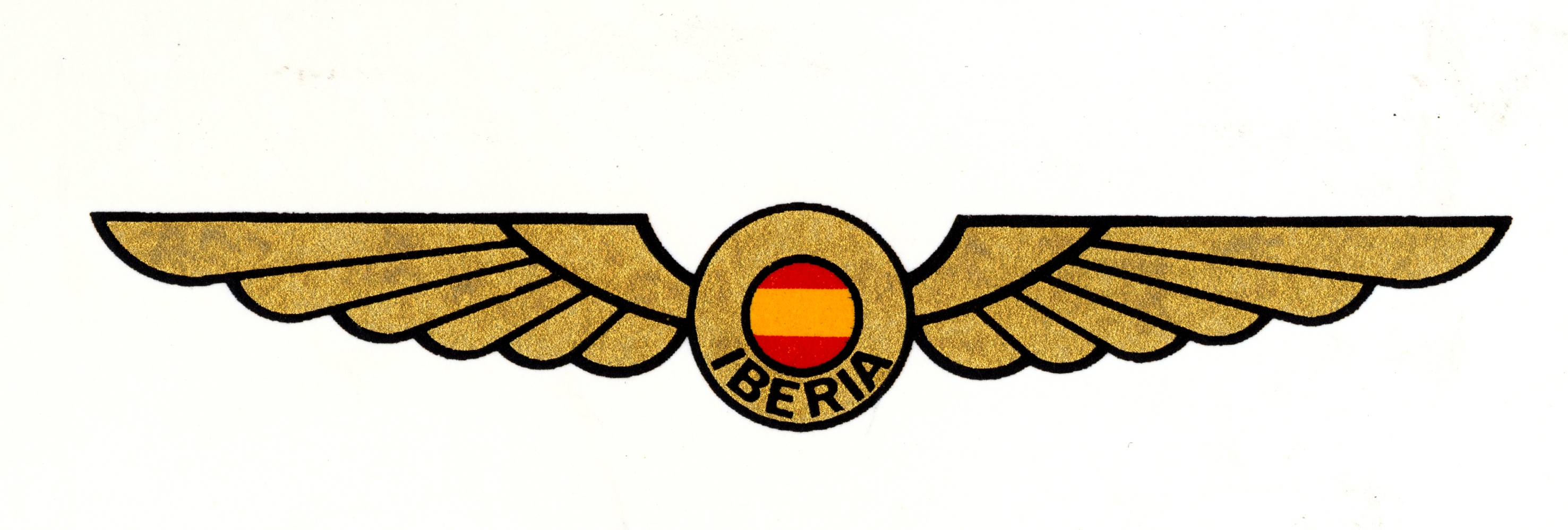
1939-1941
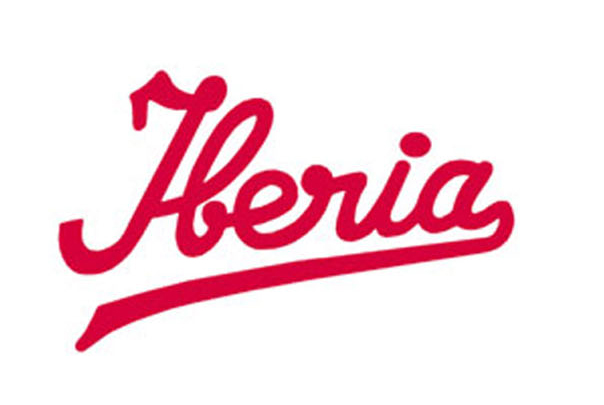
1941-1953
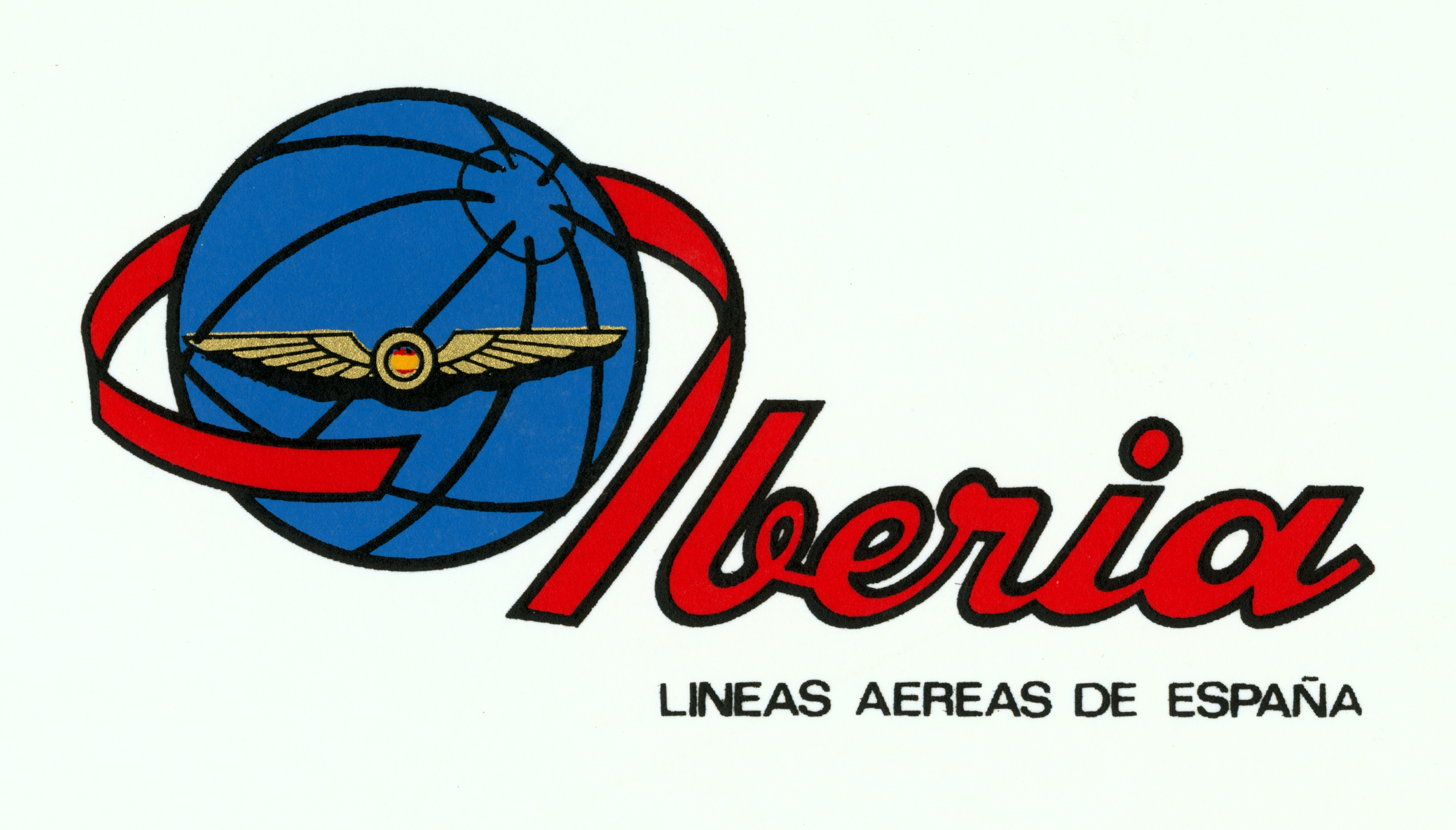
1954-1962
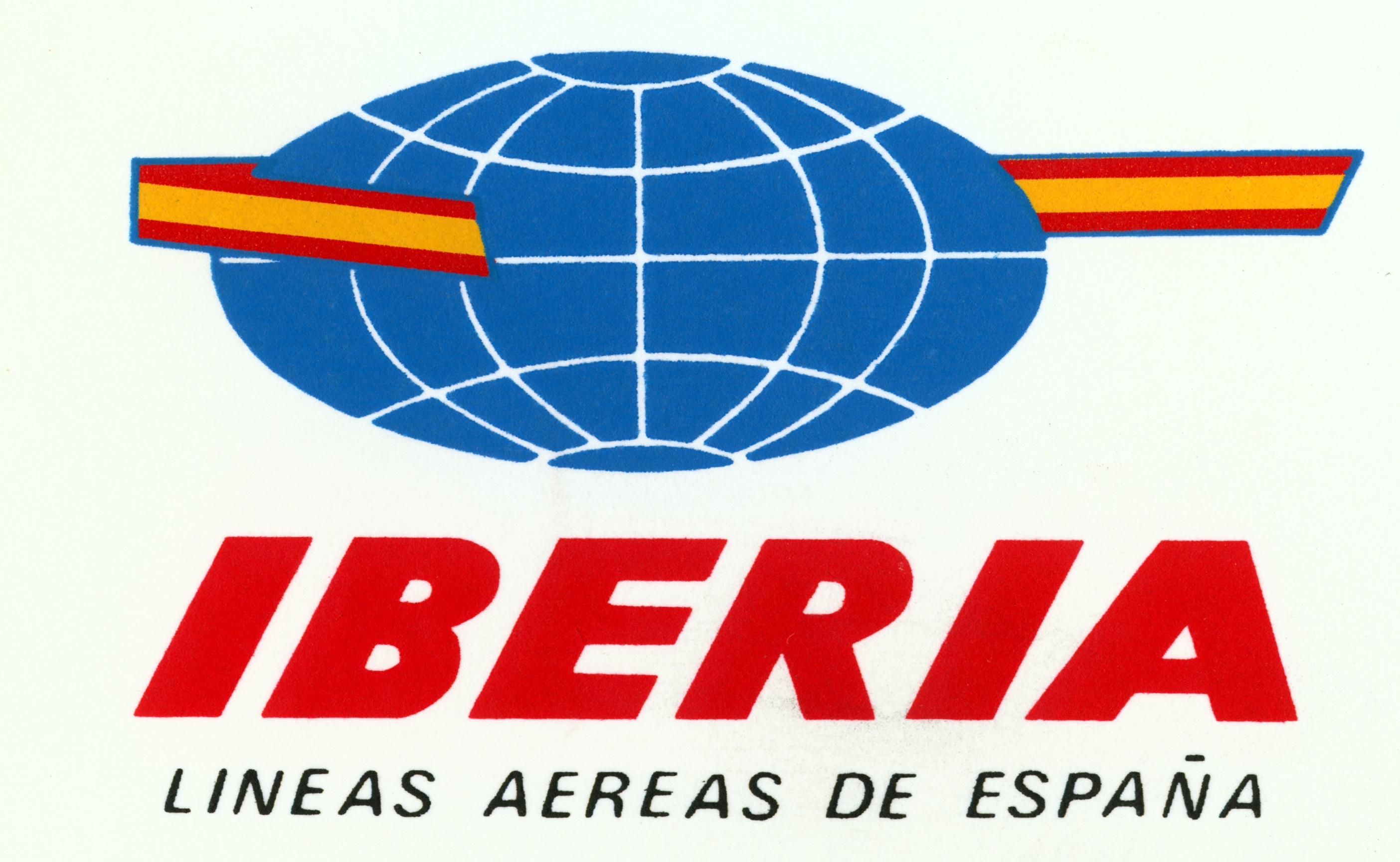
1963-1966
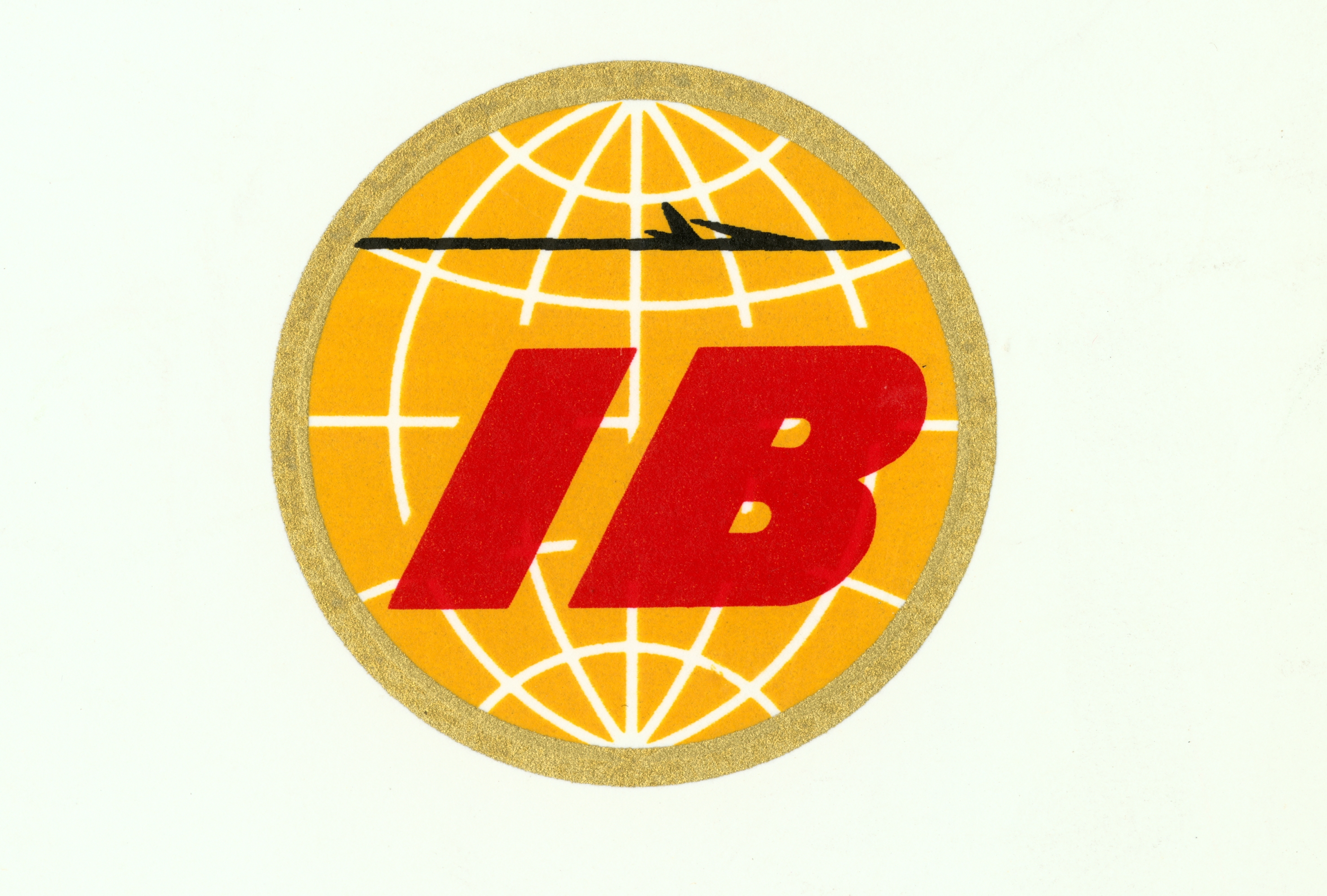
1967-1977
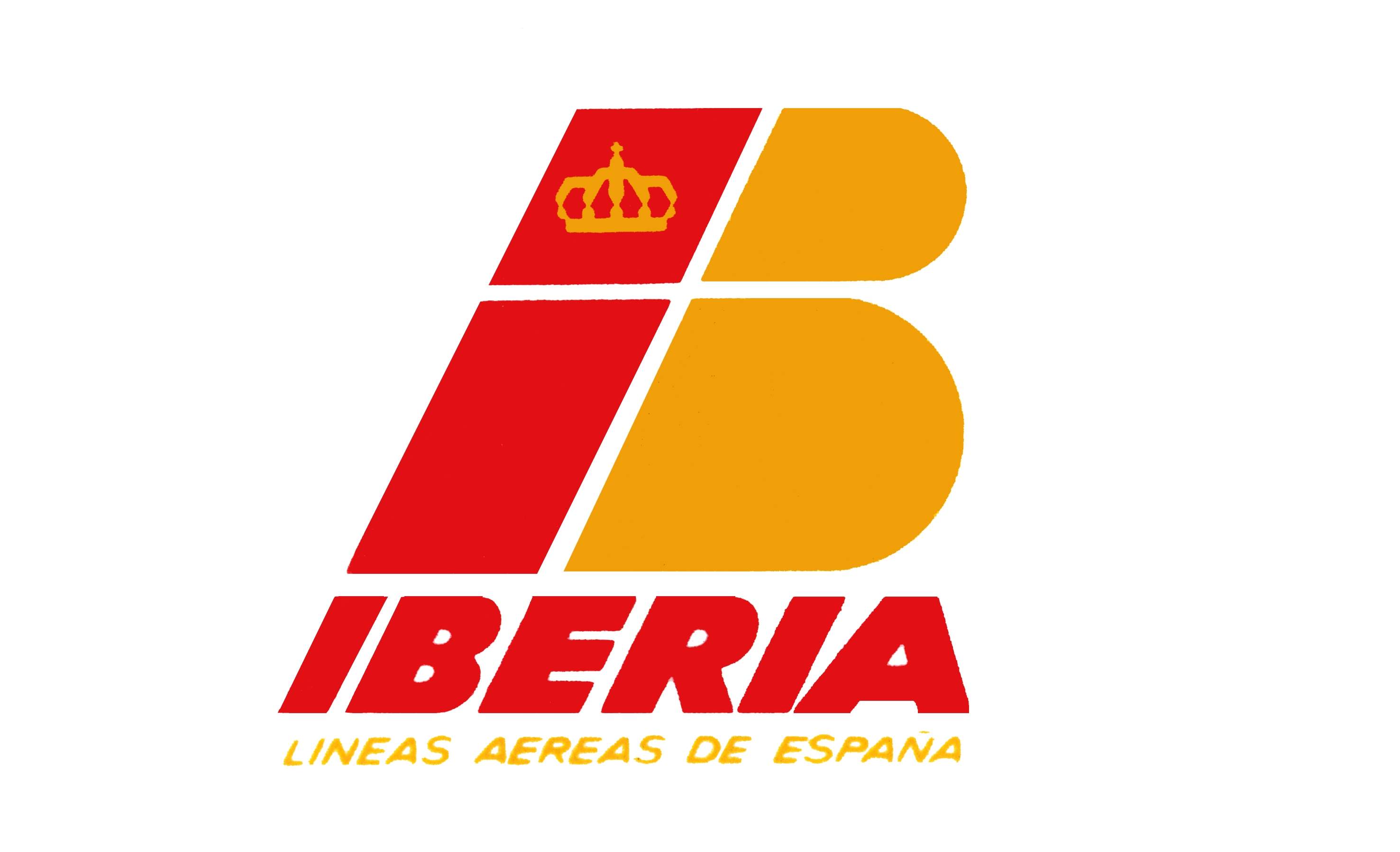
1977-1992
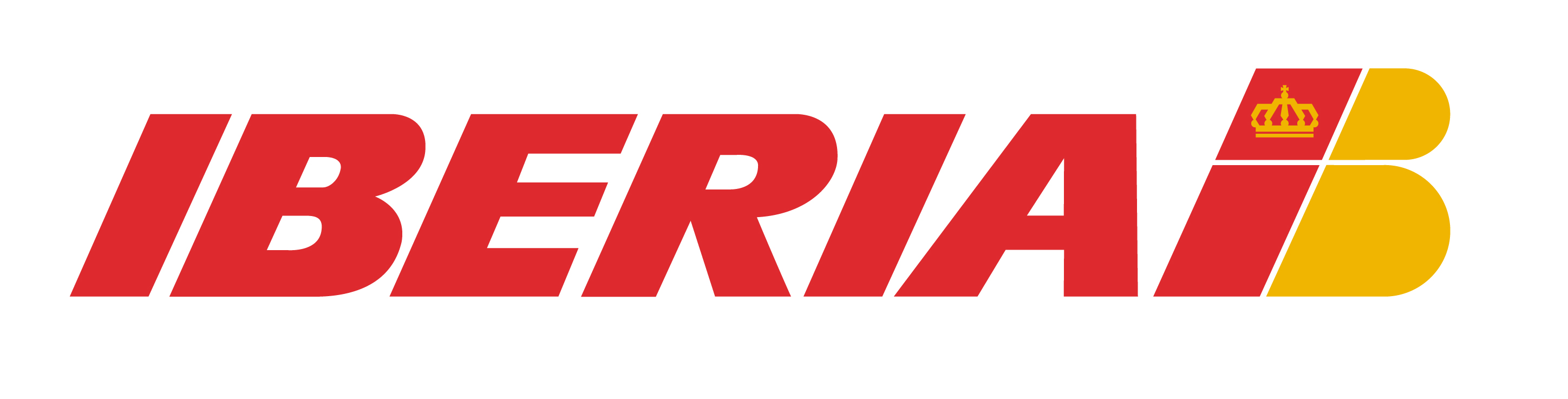
1992-2013
2013-

## Destinations
Iberia dessert 88 destinations en Afrique, Asie, Amérique et en Europe.

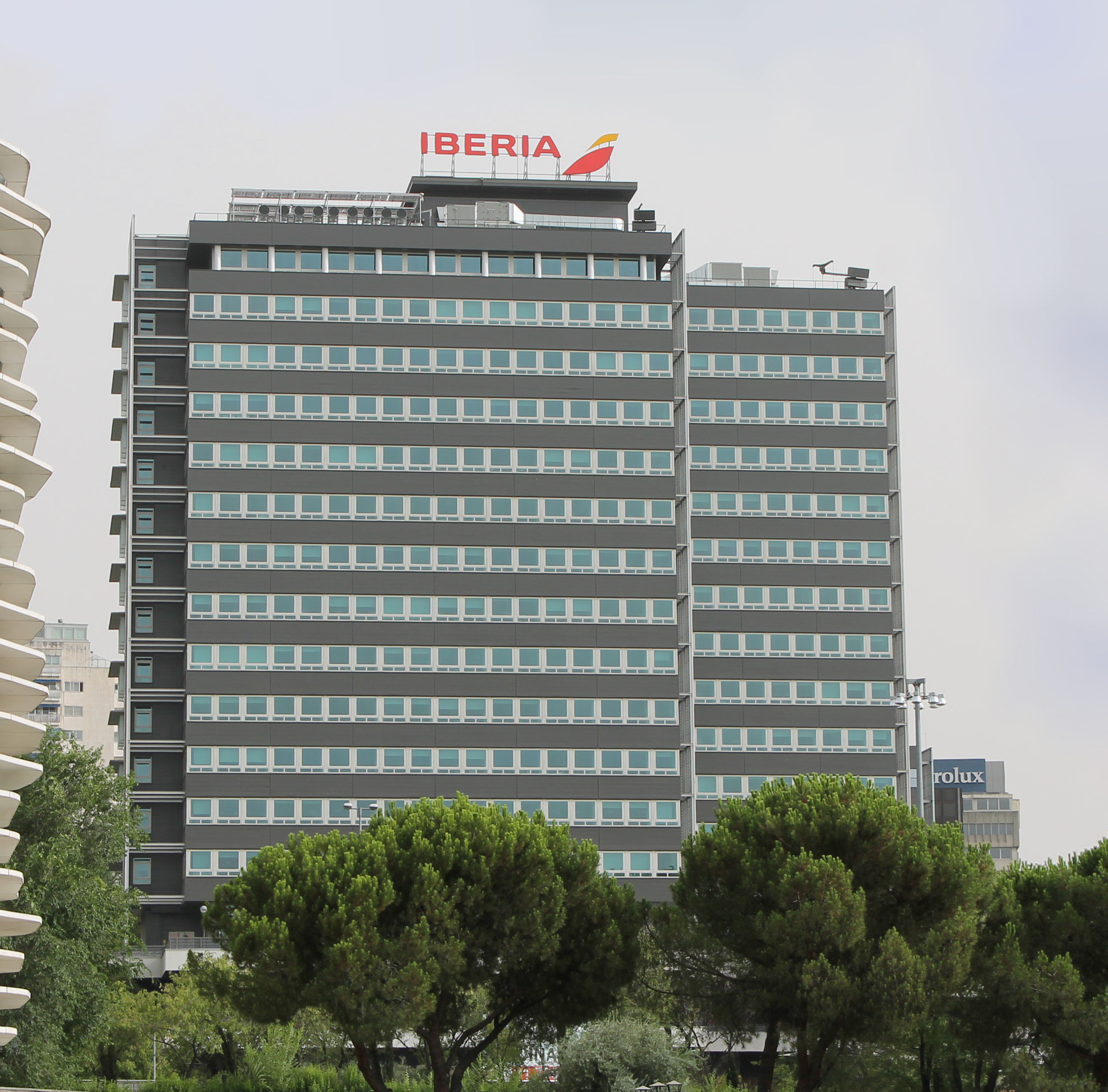
Le siège d'Iberia.

## Partenariats

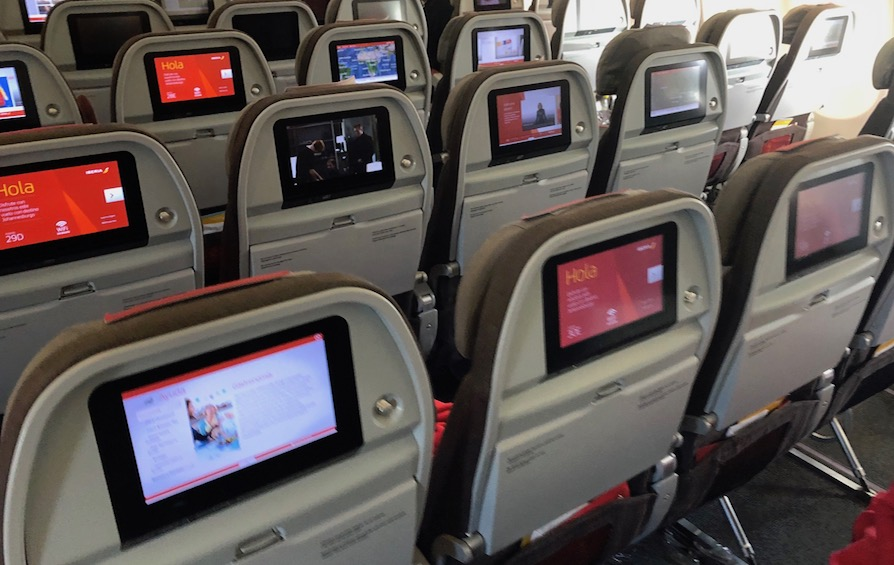
Cabine d'un Airbus A330 d'Iberia

Partage de codes
Outre ses partenaires Oneworld et Air Nostrum, Iberia a des accords de partage de codes avec les compagnies aériennes suivantes :
- American Airlines°
- Avianca
- Bulgaria Air
- British Airways°
- Cathay Pacific°
- Copa Airlines
- Czech Airlines
- El Al
- Evelop Airlines
- Finnair°
- Interjet
- Japan Airlines°
- LATAM Brasil°
- LATAM Chile°
- LAN Ecuador°
- Qatar Airways°
- Royal Air Maroc°
- Royal Jordanian°
- S7 Airlines°
- Ukraine International Airlines
- Uzbekistan Airways
- Vueling

## Flotte

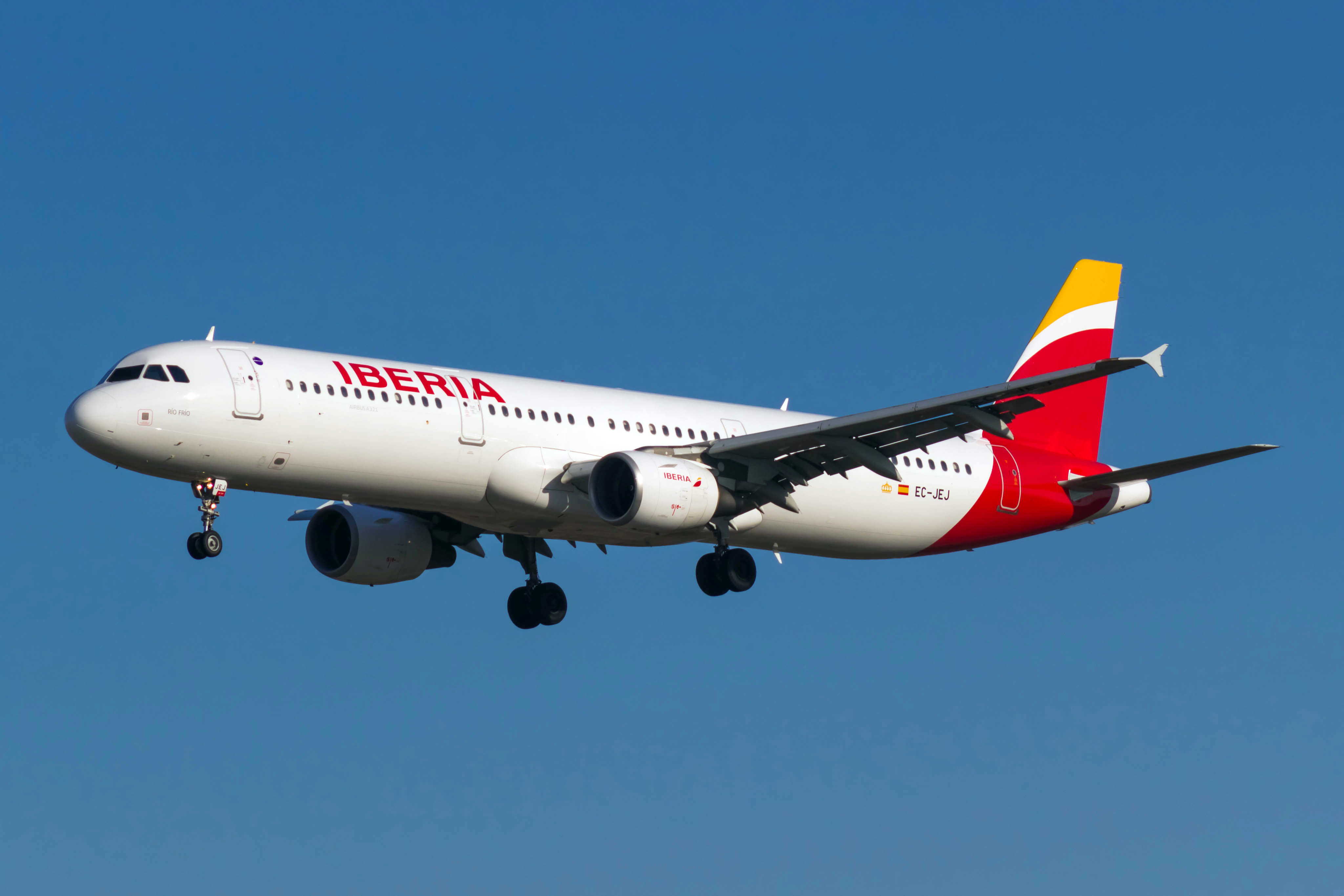
Airbus A321

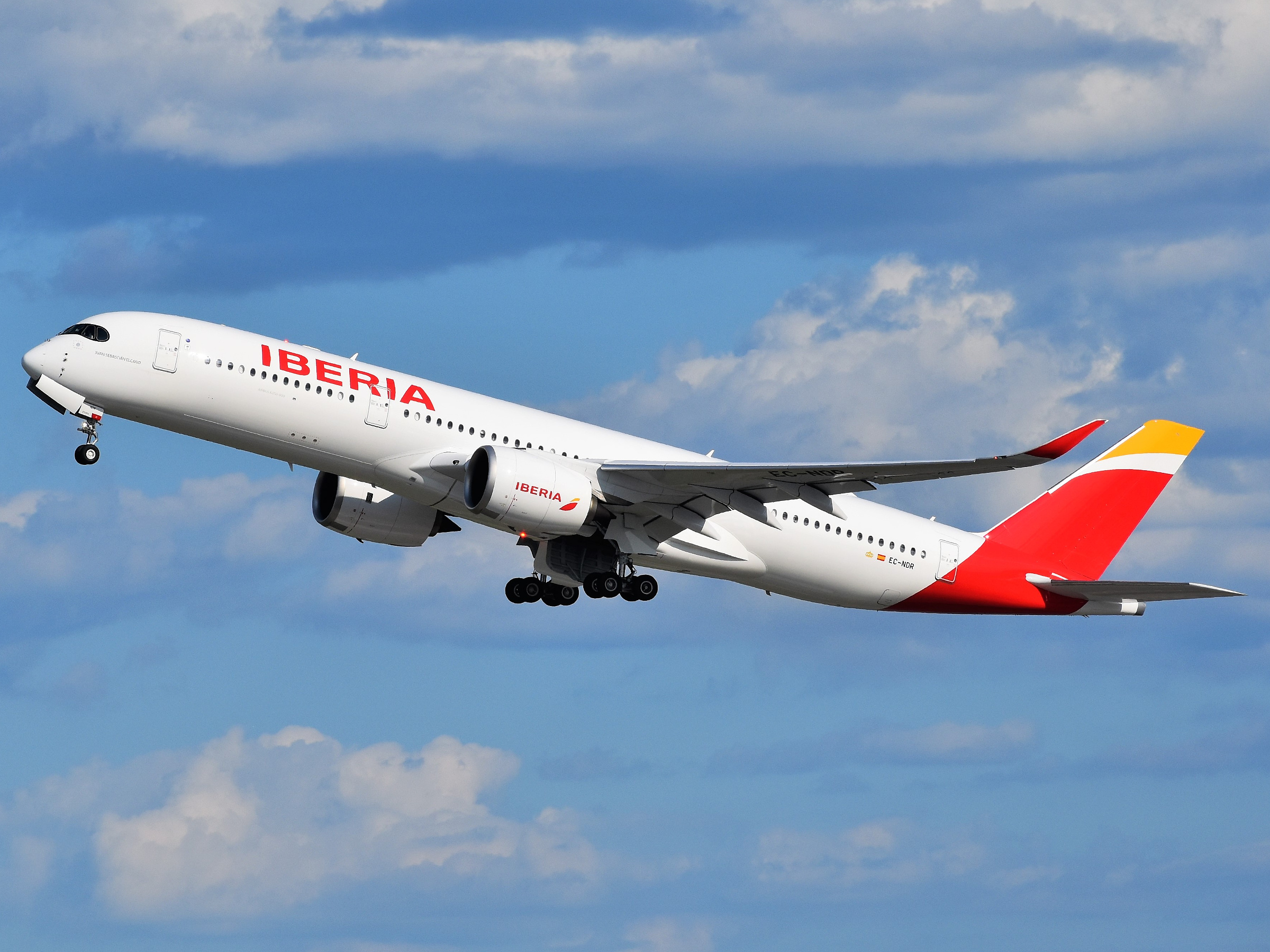
Un Airbus A350 d'Iberia au départ de l'aéroport JFK de New York

Au 9 mai 2025, les appareils suivants sont en service au sein de la flotte d'Iberia,:

## Polémique

### Accusation d'antisémitisme
Lors du vol IB0102 de la compagnie Iberia, reliant Buenos Aires à Madrid le 5 août 2025, plusieurs passagers ayant commandé des menus casher ont reçu des plateaux-repas sur lesquels étaient inscrits à la main les mots « Free Palestine » ou les initiales « FP », entraînant une vague d'indignation. L’organisation DAIA a dénoncé un acte antisémite, estimant que les messages ciblant des passagers de confession juive constituent une forme de discrimination, selon les critères de l’Alliance internationale pour le souvenir de l’Holocauste. Iberia a ouvert une enquête interne et auprès de ses fournisseurs de catering, présenté des excuses et annoncé des mesures. La Fédération des Communautés Juives en Espagne (FJE) a salué ces engagements mais exigé un durcissement des contrôles, une formation sur l'antisémitisme pour le personnel et l’application de politiques similaires dans l’ensemble du groupe IAG,.

## Galerie photos

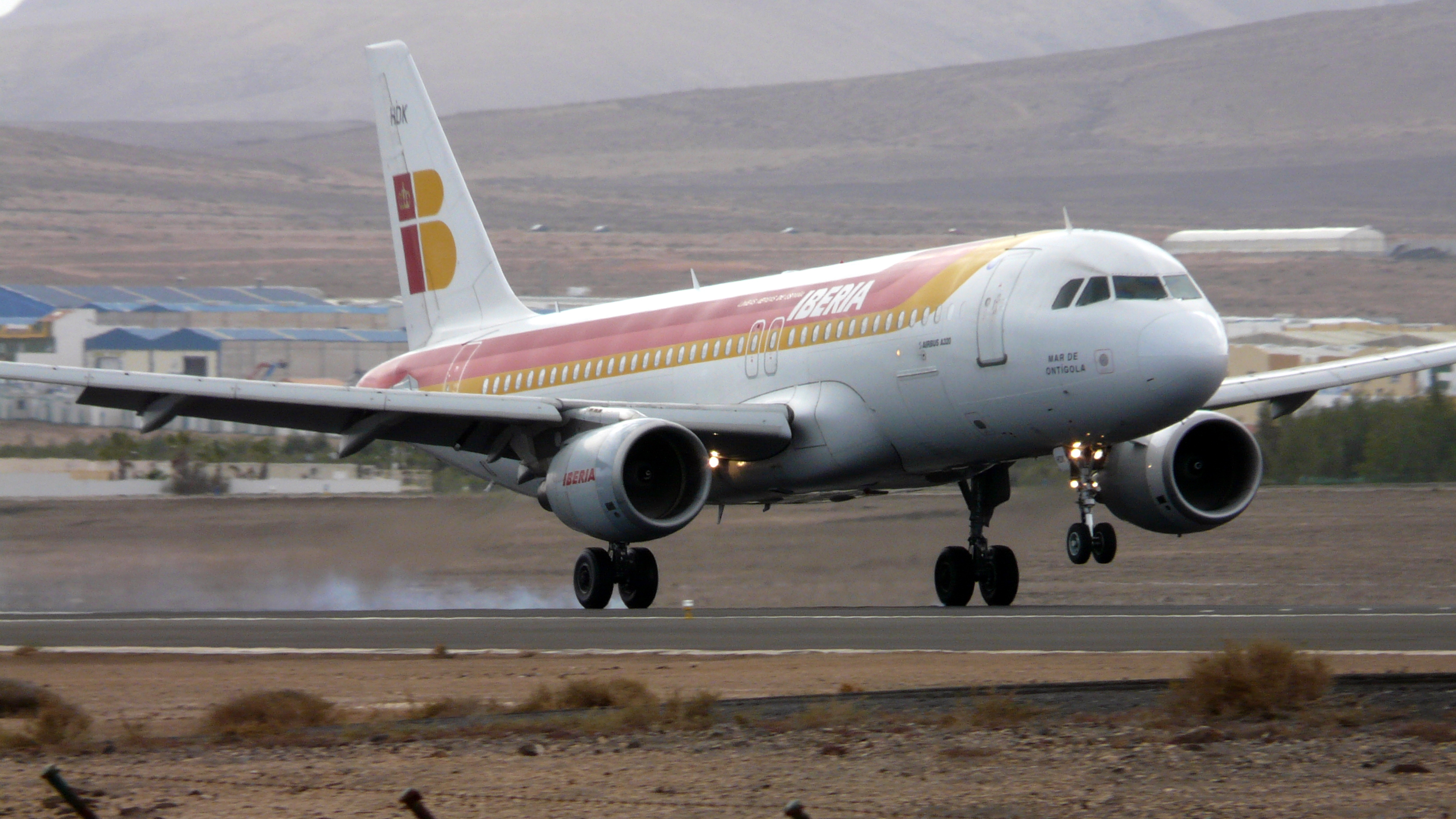
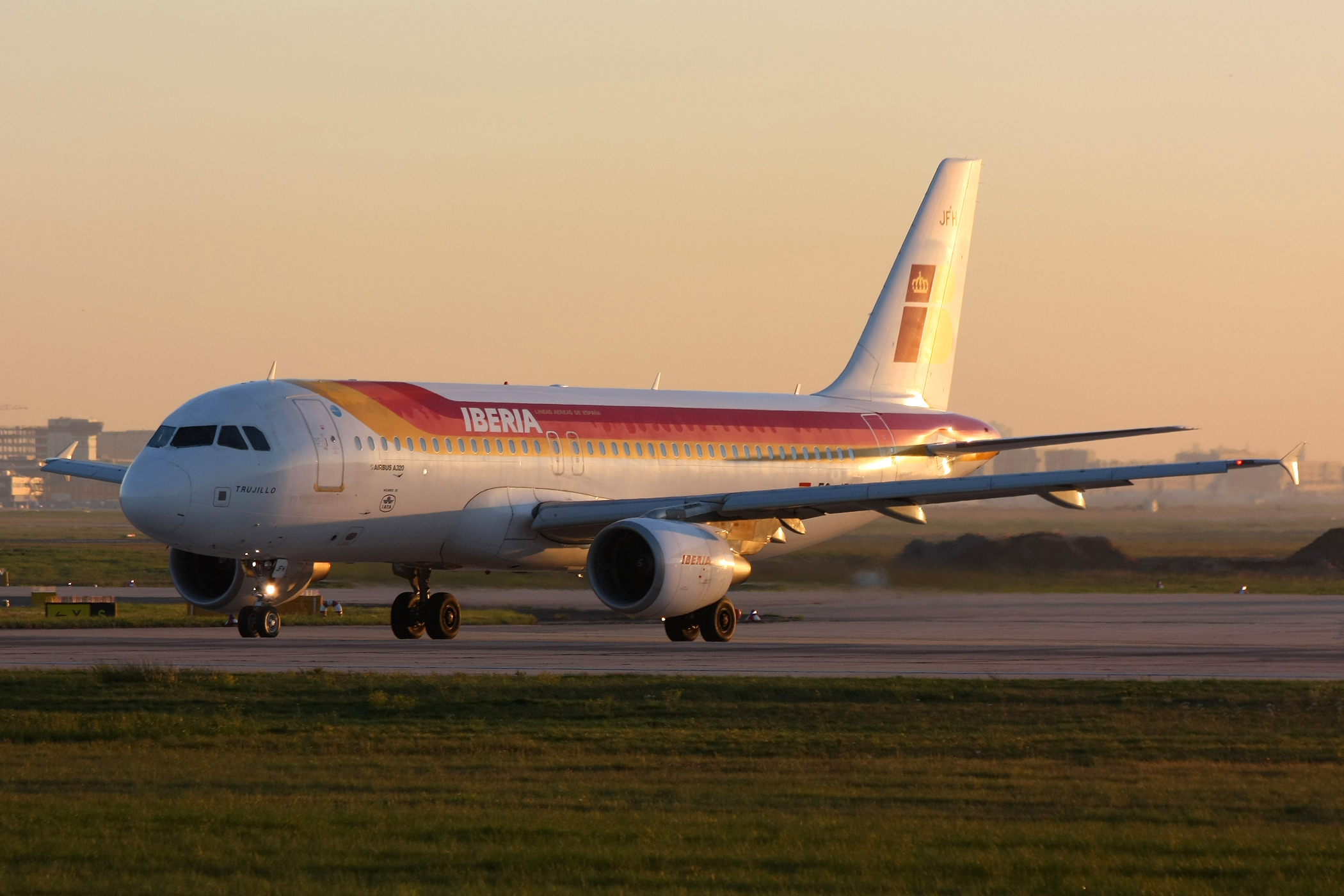
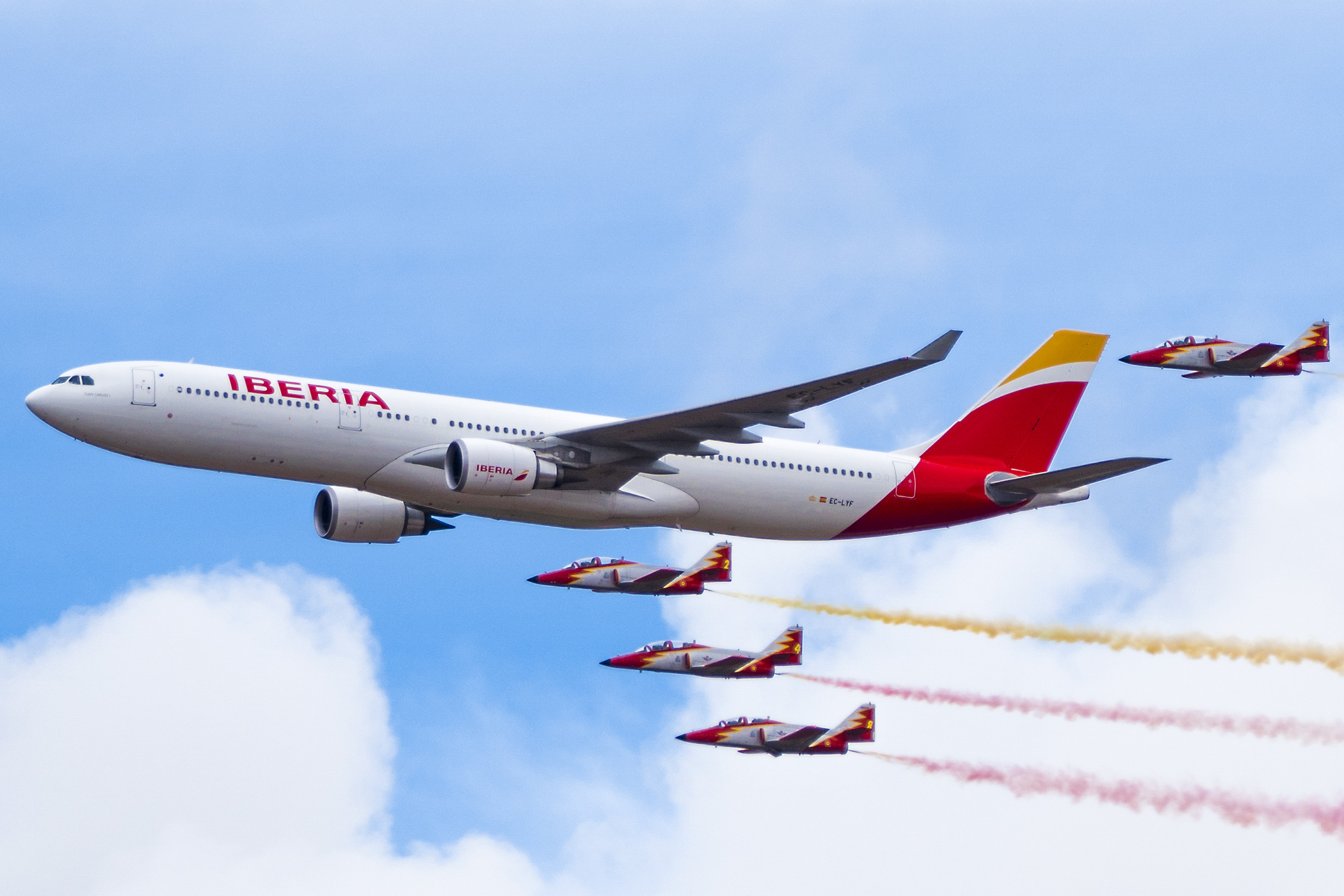
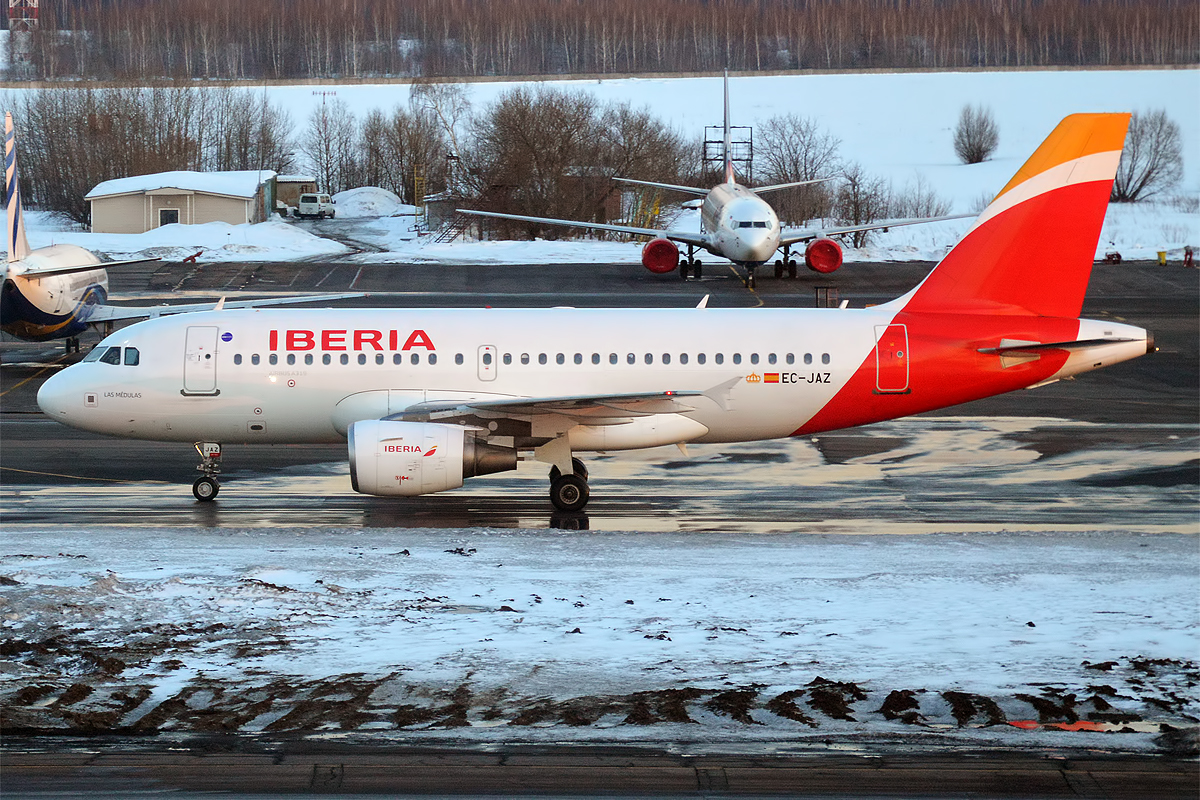